# Eburia
Eburia är ett släkte av skalbaggar. Eburia ingår i familjen långhorningar.

## Bildgalleri

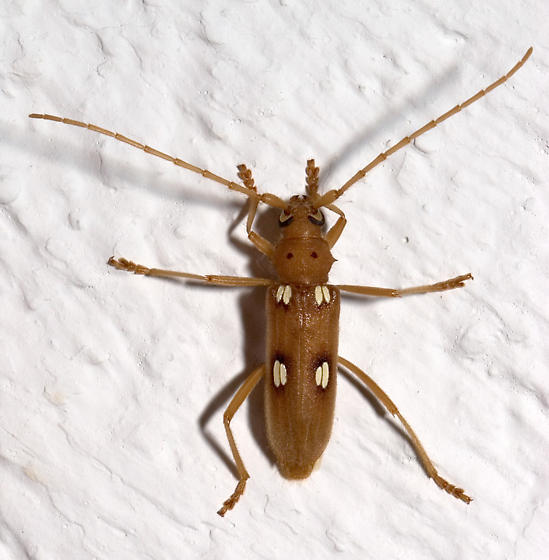

## Dottertaxa tillEburia, i alfabetisk ordning[1]
- Eburia aegrota
- Eburia albolineata
- Eburia aliciae
- Eburia amabilis
- Eburia bahamicae
- Eburia baroni
- Eburia bimaculata
- Eburia blancaneaui
- Eburia bonairensis
- Eburia brevicornis
- Eburia brevispinis
- Eburia brunneicomis
- Eburia cacapyra
- Eburia caymanensis
- Eburia championi
- Eburia charmata
- Eburia chemsaki
- Eburia cinerea
- Eburia cinereopilosa
- Eburia cinnamomea
- Eburia clara
- Eburia concisispinis
- Eburia confusa
- Eburia consobrina
- Eburia consobrinoides
- Eburia copei
- Eburia crinitus
- Eburia cruciata
- Eburia cubae
- Eburia decemmaculata
- Eburia dejeani
- Eburia didyma
- Eburia distincta
- Eburia elegans
- Eburia elongata
- Eburia fisheri
- Eburia frankiei
- Eburia giesberti
- Eburia haldemani
- Eburia hovorei
- Eburia inarmata
- Eburia inermis
- Eburia insulana
- Eburia jamaicae
- Eburia juanitae
- Eburia lanigera
- Eburia laticollis
- Eburia latispina
- Eburia lewisi
- Eburia linsleyi
- Eburia longicornis
- Eburia maccartyi
- Eburia macrotaenia
- Eburia marginalis
- Eburia mutata
- Eburia mutica
- Eburia nigrovittata
- Eburia octomaculata
- Eburia ovicollis
- Eburia paraegrota
- Eburia pedestris
- Eburia pellacia
- Eburia perezi
- Eburia pilosa
- Eburia pinarensis
- Eburia portoricensis
- Eburia porulosa
- Eburia postica
- Eburia powelli
- Eburia pseudostigma
- Eburia quadrigeminata
- Eburia quadrimaculata
- Eburia quadrinotata
- Eburia ramsdeni
- Eburia ribardoi
- Eburia rufobrunnea
- Eburia schusteri
- Eburia semipubescens
- Eburia sericea
- Eburia sexnotata
- Eburia sordida
- Eburia stigma
- Eburia stroheckeri
- Eburia submutata
- Eburia terroni
- Eburia tetrastalacta
- Eburia thoracica
- Eburia velmae